# Diatomocera
Diatomocera is een geslacht van vlinders van de familie snuitmotten (Pyralidae), uit de onderfamilie Phycitinae.

## Soorten
- D. albosigno Heinrich, 1956
- D. decurrens Dyar, 1914
- D. dosia Dyar, 1914
- D. excisalis Hampson, 1929
- D. extracta Heinrich, 1956
- D. hoplidice Dyar, 1914
- D. majuscula Heinrich, 1956
- D. mochlophleps Dyar, 1914
- D. tenebricosa Zeller, 1881